# ミラン・ボヨヴィッチ
ミラン・ボヨヴィッチ（セルビア語: Милан Бојовић, ラテン文字転写: Milan Bojović、1987年4月13日 - ）は、セルビアのサッカー選手。ポジションはフォワード。

## 経歴

### FKムラドスト・ルチャニ
2022年11月12日のFKコルバラ戦でセルビア・スーペルリーガ史上初の通算100ゴールを達成した。